# Joe Biden politikája
Joe Biden, aki 2021. január 20-tól az Amerikai Egyesült Államok elnöke, 2009 és 2017 között az ország alelnöke volt, előtte pedig 1973-tól 2009-ig az Egyesült Államok Szenátusának tagja. A Demokrata Párt tagja, 2008-ban másodjára is elindult az elnöki posztért, majd miután visszalépett, Barack Obama alelnökjelöltje lett. 2008-ban megválasztották alelnöknek, majd újraválasztották 2012-ben. 2019 áprilisában Biden bejelentette harmadik elnöki kampányát. 2020 augusztusában megválasztották a Demokrata Párt jelöltjének, majd novemberben legyőzte a republikánus elnök Donald Trumpot, a 2020-as elnökválasztáson.
Karrierje során Biden a Demokrata Párt egyik legfontosabb alakja volt. Politikai elhelyezkedését tekintve közép-baloldali politikus, ő is ennek vallja magát. Biden politikájának fontos része a középosztálybeli és munkásosztálybeli amerikaiak szükségleteinek kiemelése, általában ezen csoportok is fő támogatói. Egyesek Ted Kennedyhez hasonlóan populistának tartják, akit Biden mentorának tekint; mások az európai kereszténydemokratákhoz hasonlítják.

## Társadalom

### Abortusz
2019-ben Jamal Brown, Biden szóvivője azt írta, hogy mikor Biden 1973-ban megérkezett a Szenátusba, azt gondolta, hogy a Roe kontra Wade rossz döntés volt, de most már úgy érzi, hogy a Roe kontra Wade alapvető jog és nem kellene visszavonni. A Roe kontra Wade szerint az Egyesült Államok Alkotmánya mindig védi a nő döntési lehetőségét a saját testéről. Egy 2006-os interjúban azt nyilatkozta, hogy „Nem úgy tekintek az abortuszra, mint egy döntés vagy egy jog. Szerintem mindig egy tragédia.”
1976-tól 2019. június 5-ig támogatta a Hyde Amendmentet, amely megakadályozza, hogy szövetségi pénzből fizessenek abortuszért, kivéve ha az szexuális erőszak, vérfertőzés vagy a nő életének megmentése miatt szükséges. 2019 júniusa óta támogatja ennek visszavonását. 1981-ben amellett szavazott, hogy a szövetségi kormány ne támogassa pénzügyileg a szexuális erőszak és vérfertőzés áldozatainak abortuszát.

### Egészségügy
Joe Biden a 2020-as elnökválasztási kampánya során egy olyan tervvel állt elő, amivel több millió amerikai juthatna betegbiztosításhoz.

### Belbiztonság
Az 1995‑ös Oklahoma City‑i bombatámadás után, 1995. április 19-én, Biden létrehozott egy terrorizmus ellenes törvényjavaslatot, amely végül nem volt sikeres a Szenátusban. Támogatta a 9/11 Commission javaslatait a terrorellenes küzdelemben, de megvédte a Guantánamói-öbölben börtönben lévő gyanúsítottak habeas corpus jogait. Az 1990-es években támogatta 36 katonasági projekt megvétózását. Az American Civil Liberties Union (ACLU) 60%-os értékelést adott neki, amely alapján a polgári jogokkal kapcsolatos szavazásokon keverten szavazott. A terrorellenes háborúval kapcsolatban, 2001-ben Biden támogatta a USA PATRIOT Actet.

### Bevándorlás

#### Szenátus
Szenátusban töltött ideje alatt Biden támogatta az 1986-os bevándorlási törvényjavaslatot (amely sikeres volt) és a 2007-es bevándorlási reform javaslatot (amely sikertelen volt) is. Egy 2007-es vitában Biden azt mondta, hogy nem praktikus és drága lenne deportálni az összes illegális bevándorlót az Egyesült Államokból, illetve azt ajánlotta, hogy hozzájuthassanak amerikai állampolgársághoz: „Ellenőrizzük őket, válogassuk ki a bűnözőket, küldjük őket vissza és adjunk lehetőséget a többinek, hogy a következő évtizedben állampolgárok lehessenek. Emberek, hogy elnökök legyetek néha nem árt, ha praktikusak is vagytok.” 2006-ban támogatta a törvényjavaslatot, amely engedélyezte egy kerítés felépítését a mexikói határon, főleg a drogkereskedelem lecsökkentésére. 2007-ben azt nyilatkozta, hogy az illegális bevándorlás nem fog megállni, amíg az amerikai munkáltatók felveszik őket.

#### Alelnökként
Alelnökként Biden támogatta a 2013-as bevándorlási reformot, amelyet négy demokrata és négy republikánus szenátor hozott létre. Ez a javaslat 13 év alatt adott volna lehetőséget illegális bevándorlóknak, hogy állampolgárok legyenek.

### Bűnözés

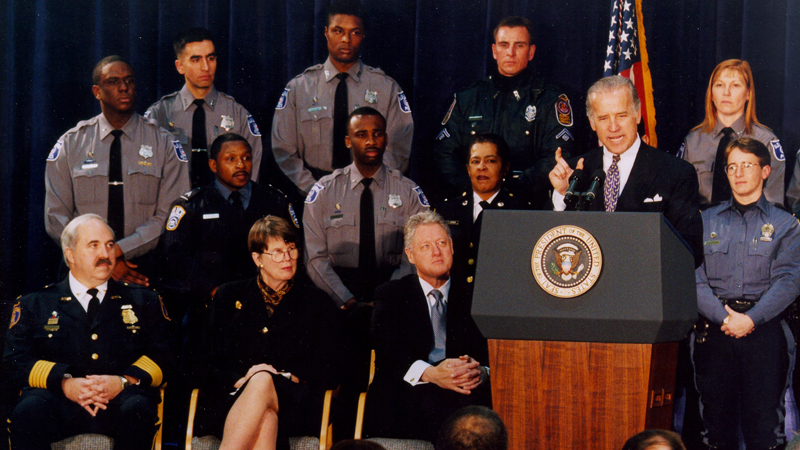
Biden az 1994-es törvényjavaslat aláírásán ad beszédet. Háttérben (első sor, ülve) Bill Clinton elnök és Janet Reno.

Biden társszerzője volt egy 1994-es törvényjavaslatnak, amelybe tartozott többek közé több rendőr kiképzése, börtönbüntetések megemelése és új börtönök építése. A törvénynek köszönhetően visszaesett a bűnözési ráta.
George Floyd meggyilkolása után 2020 júniusában Biden a következő beszédet adta: „Ugyan nem hiszem, hogy szövetségi dollároknak olyan intézményekbe kéne jutniuk, amelyek megszegik az emberek alapvető jogait vagy rögtön erőszakhoz fordulnak, nem támogatom a rendőrség támogatásának csökkentését.” Beszédet mondott George Floyd temetésén is. 2020 szeptemberében elítélte az afroamerikaiak elleni erőszakot és az intézményes rasszizmust az Egyesült Államokban.

### Fegyvertartás
Karrierje során Biden támogatta a fegyvertartás visszaszorítását. Ugyan támogatta az 1986-os törvényjavaslatot, amely védte a fegyvertulajdonosokat, ő volt az 1993-as törvényjavaslat szerzője is, amely betiltotta a gépkarabélyok tartását. Az NRA (National Rifle Association) F besorolást adott neki szenátori ideje alatt.
Biden támogatta az 1993-as Brady Handgun Violence Prevention Actet, amely öt napos várakozási időt hozott a kézifegyverek megvásárlására. Fontos szerepe volt az 1994-es Federal Assault Weapons Ban megírásában, amely betiltotta több fegyver gyártását, eladását és tartását. Miután 2004-ben lejárt a tiltás, Biden támogatta meghosszabbítását 2007-ben. Az Obama-kormány is ismét megpróbálta meghosszabbítani, sikertelenül. 2005-ben ellenezte a Protection of Lawful Commerce in Arms Act (PLCAA) törvényjavaslatot, amely fegyveres erőszakkal kapcsolatos perektől védte volna a fegyvergyártókat.
A 2012-es mészárlást követően a Sandy Hook Általános Iskolában, Obama Bident nevezte ki a a fegyveres erőszak elleni munkacsoport élére. Javaslatai között voltak a háttérellenőrzések, az állami kutatások újraindítása a fegyveres erőszakról és a szövetségi gépkarabély-tiltás visszahozatalát. A 2020-as elnöki kampányában is hasonló tervei voltak, a PLCAA visszavonásával együtt.

### Halálbüntetés
2019. június 20. óta Biden ellenzi a halálbüntetést. Támogatja, hogy eltöröljék szövetségi szinten és motiválja az államokat is, hogy ezt tegyék. Ezek mellett úgy gondolja, hogy a halálsoron lévők inkább életfogytiglan börtönbüntetést töltsenek. 2019 júniusa előtt támogatta a büntetési formát. Eredetileg ő írta azt a törvényjavaslatot 1994-ben, amelynek része volt, hogy 60 új bűncselekményért lehetett halálbüntetést adni. Ezek mind emberöléshez, terrorizmushoz és egyéb halálban végződő bűncselekményekhez kapcsolódtak.

### Internetbiztonság
2006-ban, a CNET.com Bidennek egy 37,5%-os értékelést adott szavazatai alapján. Támogatta a Platform Equality and Remedies for Rights Holders in Music Actet 2007-ben.
Biden ezek mellett támogatta a Comprehensive Counter-Terrorism (SB 266) és a Violent Crime Control (SB 618) törvényjavaslatokat, amelyek mind tiltották a titkosítást.

### Kábítószerek
Biden pályafutása alatt az egyik fő támogatója volt a kábítószer elleni háborúnak. Az 1980-as években történt crack-járvány idején, Biden elnöke volt a Szenátus Bírósági Tanácsának, amely több kábítószer-használókat büntető javaslatot is elfogadott. 1985-ban támogatta az Anti-Drug Abuse Actet, amely különbséget tett a crack kokain és a porkokaint használó emberek elítélése között. Szegény, fekete emberek gyakrabban használtak crack kokaint, mint a gazdag fehér osztály, így nagyobb esélyük volt arra (közel hússzor akkora), hogy börtönbe kerüljenek. Később elismerte a negatív oldalát a törvényjavaslatnak és 2010-ben támogatta a Fair Sentencing javaslatot, amely eltörölte a minimum öt éves börtönbüntetést az először kokainnal letartóztatott személyekről és megpróbálta visszavonni a crack kokain és a porkokain büntethetősége közötti különbségeket.
Támogatta a pénzügyi támogatás megemelését drogellenes célokra. Ezzel kapcsolatban gyakran kritizálta Ronald Reagan elnököt, 1982-ben azt nyilatkozta, hogy „dollárokat tekintve az elkötelezettség minimális.” Ugyanígy kritizálta George H. W. Bush drogellenes stratégiáját: „nem elég erőszakos és merész [...] Amire szükségünk van az még egy D-Nap, nem még egy Vietnám, nem egy háború, amelyet olcsón küzdünk.” 1982-ben támogatta egy kormányhivatal létrehozását, amely megfigyelné a kormány drogellenes politikáját. Ezenkívül mellette volt, hogy iskolák közelében (300 m) droggal elfogott kereskedőket hosszabb időre börtönözzék be.
A 2000-es évek elején felszólalt a rave-ek ellen, amelyeket az ecstasy és más illegális drogok központjának nevezett. Támogatta a Reducing Americans’ Vulnerability to Ecstasy (RAVE) Actet 2002-ben, illetve ennek utódját, a Illicit Drug Anti-Proliferation Actet, amely 2003-ban lett törvény, egy nagyobb bűnözési törvényjavaslat részeként. Ezen javaslatok már büntettek olyan bulihely tulajdonosokat is, akik tudtak róla, hogy drogfogyasztás folyik rendezvényeik alatt.
Biden ellenezte a marihuána legalizálását 1974-ben, karrierje kezdetén. 2010-ben még mindig ugyanezen a véleményen volt azt, mondva, hogy „Még mindig azt hiszem, hogy egy drog, amely rosszabb kábítószerek használatához vezethet. Életem nagy részét ezzel a témával töltöttem a Bírósági Tanács elnökeként. Szerintem hiba lenne legalizálni.” Egy 2014-es interjúban azt mondta, hogy „arra koncentrálni, hogy marihuánát használó embereket ítéljünk el, csak erőforrások vesztegetése,” de ennek ellenére azt mondta, hogy „az adminisztráció politikája még mindig nem legalizáció.” 2019-ben és 2020-ban, kampánya során támogatta a marihuána használat büntethetőségének megszüntetését és a egészségügyi marihuána legalizálását. 2022-ben elnöki megbocsátást adott minden olyan börtönben lévő személynek, akit marihuána birtoklásért ítéltek el.
Alelnökként aktív volt Közép-amerikai vezetőkkel drogkartellek és drogkereskedelem témájában, illetve az ebből következő bevándorlásról az Egyesült Államokban.

### LMBTQ+

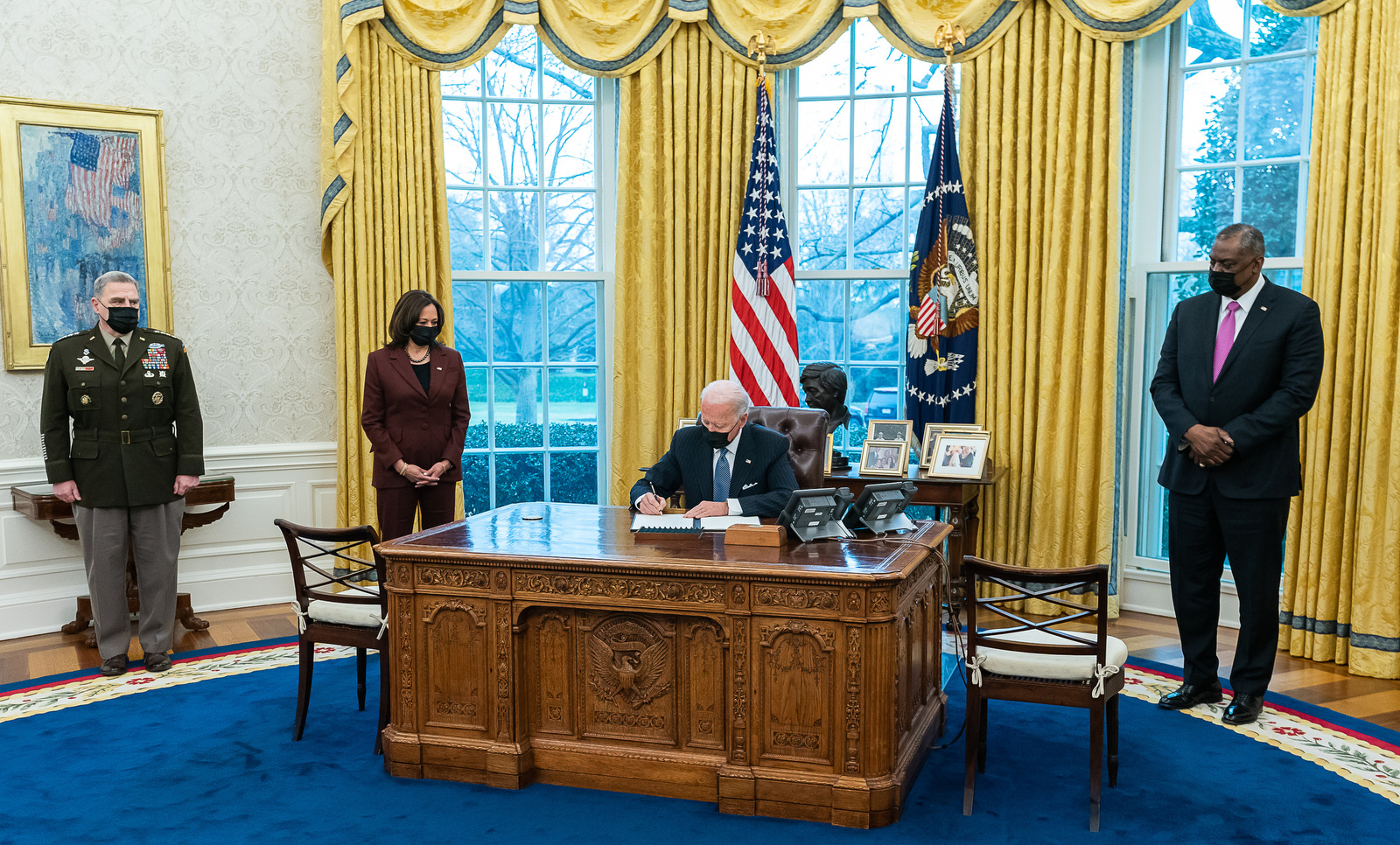
Biden aláírja az elnöki rendeletet 2021 januárjában, amely visszavonja a transzneműek kitiltását a hadseregből, amely törvényt Donald Trump hozott meg.

Szenátorként Biden 1993-ban támogatott egy széleskörű védelmi törvényjavaslatot, amelynek része volt a „ne kérdezz, ne mondd el” szekció (meleg és biszexuális emberek szolgálhattak a hadseregben, de nem, ha nyíltan is vállalták szexualitásukat. A diszkrimináció ellen is védett a javaslat) is, miután arra szavazott, hogy távolítsák el. Alelnökként Biden támogatta ezen szekció eltávolítását a törvényből, hogy attól kezdve nyíltan meleg, leszbikus és biszexuális személyek is lehessenek a hadsereg részei.
1996-ban támogatta a Defense of Marriage Actet, amely megakadályozta, hogy a szövetségi kormány elfogadja az azonos neműek házasságát, amely megakadályozza, hogy személyek, akik ilyen házasságok tagjai, ugyanolyan védelem alatt legyenek szövetségi törvények alatt, mint az ellenkező nemű házaspárok. A Szenátusban Biden kritizálta a republikánusokat, amiért olyan törvényeket hoztak a 2000-es években, amelyek megtiltották az azonos neműek házasságát. 2004-ben azt mondta, hogy ez nem a szövetségi kormány, hanem az államok döntése kellene, hogy legyen. 2012 májusában egy interjúban a Meet the Presszel azt nyilatkozta, hogy támogatja az azonos neműek házasságát: „teljesen biztos vagyok benne, hogy férfiak, akik férfiakkal házasodnak, nők, akik nőkkel házasodnak, illetve heteroszexuális férfiak és nők, akik házasodnak, ugyanazokat a jogokat, ugyanazokat a polgári jogokat és polgári szabadságokat érdemlik. És őszintén, nem látok nagy különbséget ezen túl.” Biden ezen nyilatkozata előtt az Obama-kormány nyíltan támogatta a polgári uniókat, de nem az azonos neműek házasságát. Hírek szerint Biden ezen döntése kényszerítette Obamát, hogy ő is támogassa a házasságokat. 2013-ban a Defense of Marriage Act harmadik szekcióját, amely betiltotta az azonos neműek házasságának elfogadását szövetségi szinten, alkotmányellenesnek nevezték a United States v. Windsor ügyben. Az Obama-kormány nem védte meg a törvényt és gratulált Windsornak.
Biden támogatta a Legfelsőbb Bíróság 5–4-es döntését a Obergefell v. Hodges (2015) ügyben, amely azt mondta ki, hogy az azonos nemű pároknak szövetségi alkotmányos joga, hogy házasodjanak. Biden azt mondta, hogy a döntés tükrözi, hogy „minden embert tisztelettel és méltósággal kell kezelni—és, hogy minden házasság, gyökerüktől kezdve, feltétlen szerelemre épülnek.” A Freedom to Marry csoport egy eseményén Biden azt mondta, hogy ez a döntés „a napjaink polgárjogi mozgalma” és annyira szükséges, mint a Brown v. Board of Education. Jim Obergefell, az ügy egyik központi alakja támogatta Bident a 2020-as elnökválasztási kampányában, amelyhez csatlakozott több LMBT-vezető is.
Biden támogatója az Equality Actnek, amely kiterjesztené a Civil Rights Act of 1964 diszkrimináció elleni védelmét, hogy beleértse a „nem, szexuális orientáció, nemi identitás, terhesség, gyermekszülés vagy ahhoz kapcsolódó egészségi állapot, illetve a nemi sztereotípiák alapján történő diszkriminációt is.” A törvényjavaslat megvédené az LMBTQ-amerikaiakat diszkriminációtól országszerte.
2020-as elnökválasztási kampánya alatt Biden megígérte, hogy támogatni és kezdeményezni fog törvényjavaslatokat, amelyek megvédik a transzneműeket és küzdenek az LMBT-embereket érintő gyűlölet-bűncselekmények ellen. Kritizálta a republikánusokat, főleg Mike Pence alelnököt, amiért a „diszkriminációt vallásszabadsággal igazolja.” Támogatja ezek mellett a Safe Schools Improvement Actet is.
Elnöksége alatt nőtt a védelem az LMBT fiatalokkal kapcsolatban is, illetve több magas rangú pozícióra is LMBTQ+ személyt nevezett ki kormányában (többek között Pete Buttigieget, mint az ország közlekedési minisztere). 2021. május 17-ét hivatalosan is homofóbia ellenes világnapnak nevezte. 2021 júniusában a hónapot Pride Hónapnak nevezte. Ezek mellett az amerikai útlevelekben már nembináris nemet is választhatnak az állampolgárok.

### Nők jogai

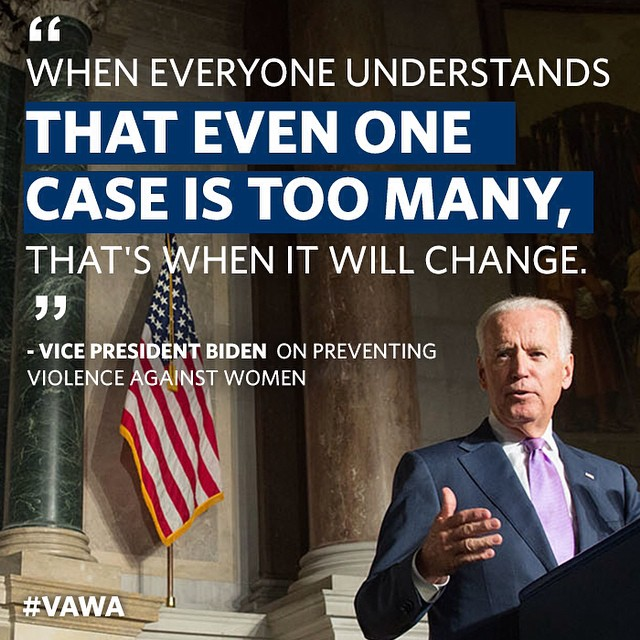
Egy, Biden Instagramjára posztolt kép. (Fordítás: „Mikor mindenki megérti, hogy egy eset is túl sok, akkor fognak megváltozni a dolgok.” – Joe Biden alelnök a nők elleni erőszak megakadályozásáról.)

1991-ben, mikor a Szenátus Bírósági Tanácsának elnöke volt, mikor jóváhagyási meghallgatásokat tartottak Clarence Thomas jelöléséről George H. W. Bush elnöksége alatt, a Legfelsőbb Bíróságra. A jelölés közben Thomast szexuális zaklatással vádolta több nő is, amelyről Anita Hill tanúskodott a tanács előtt. Biden nem volt hajlandó más nőket is meghallgatni a vádakról, akik támogatni tudták volna Hill vallomását. Thomas jóváhagyása ellen szavazott a tanácsban is és a szenátusban is. 2017-ben Biden bocsánatot kért Hilltől: „Tisztázzunk valamit, én hittem Anita Hillnek. Clarence Thomas ellen szavaztam... Nagyon sajnálom, hogy át kellett élnie azt, amit át kellett élnie. Csak belegondolni, hogy milyen bátorságra volt szüksége, hogy előrelépjen.” 2018-ban kifejezte, hogy sajnálja, hogy nem szólalt fel erősebben kollégái ellen, mikor „karaktergyilkosságot” követtek el Hill ellen. „Anita Hillt rágalmazta több kollégám is, mikor előrelépett. Sajnálom, hogy nem tudtam többet tenni, hogy azon kérdéseket és ahogy kérdezték őket megakadályozzam... A Szenátus szabályai szerint nem mondhatom meg valakinek, hogy nem tehet fel egy kérdést, bár megpróbáltam.”
1994-ben megírta a Violence Against Women törvényjavaslatot, amelyet sokan az Anita Hill-eset következményének neveznek. 1,6 milliárd dollárt juttatott a nők elleni erőszakos bűncselekmények kinyomozására és a bűnözők elítélésére. A Legfelsőbb bíróság a United States v. Morrison alapján nem engedélyezte a VAWA bizonyos részeinek elfogadását.
Biden azt mondta, hogy „Én a Violence Against Women Actet tartom a legfontosabb törvényjavaslatnak, amit valaha létrehoztam 35 éves szenátusi pályafutásom során. Ennek 1994-es elfogadása egy fontos történelmi elkötelezettség volt a nők és gyermekek ellen elkövetett családon belüli és szexuális erőszak megszüntetése mellett. Országunk már látja ezen elkötelezettség jutalmát. 1994-es elfogadása óta a családon belül erőszak visszaesett 50%-kal.”
2017-ben elmondta egy csoport diáknak, hogy ha szexelnek egy nővel, aki részeg, az nemi erőszaknak számít.

### Oktatás
Biden volt a Gun-Free School Zones Act egyik legfontosabb szerzője 1990-ben és támogatta az Improving America’s Schools Actet, 1994-ben. Szavazatát a No Child Left Behind Act mellett adta le 2001-ben, de 2007-ben felszólalt eltörlésére és újradolgozása mellett. Támogatja a kisebb osztálylétszámokat és a fiatalkori taníttatás fejlesztését. 2020-as elnöki kampánya idején Biden azt javasolta, hogy megduplázánák az iskolai tanácsadók, pszichológusok és nővérek számát. Ezek mellett teljesen fizetnék az Individuals with Disabilities Education Act alá tartozó (fogyatékossággal élő) személyek taníttatását. Támogatja még a szövetségi infrastruktúra javaslatokat, amelyek iskoláknak juttatnának több pénzt. Ellenzi a for-profit iskolák szövetségi támogatását és bármilyen törvényjavaslatot, amely magániskoláknak juttatná az adófizetők pénzét.
Biden terveit méltatta az amerikai tanárszövetség, amely a 2020-as választáson az elnök mögé helyezte támogatását. 2020 áprilisában Biden azt mondta, hogy elengedné mindenkinek az egyetemi évei alatt összeszedett adósságát, aki kevesebb, mint 125 ezer dollárt keres évente.

### Vallás
Biden katolikus, személyes bevallása szerint is van hatása politikájára a vallásának.
Egy 2011-es novemberi kampányeseményen mikor megkérdezték Mitt Romney mormon vallásáról, a következőt mondta: „Abszurdnak tartom, hogy 2011-ben arról beszélünk, hogy valaki elég képzett-e vagy megérdemli-e a szavazatodat, az alapján, hogy a vallása... kizáró ok lenne. Nem az. Szerintem szégyenletes és bárki aki így gondolkozik szégyellje magát.”

#### Az állam és az egyház kapcsolata
Annak ellenére, hogy katolikus, az általános katolikus pozíciónak ellenállva támogatta az abortuszról való személyes döntés jogát. Ezzel kapcsolatban többször is felmerült, hogy képes lesz-e elnöksége alatt befolyásolni a katolikus egyházon belül történő vitákat az abortuszról. Ugyan a Vatikán nem szólalt fel Biden ellen, azzal, hogy engedélyezték, hogy úrvacsorát vegyen, mikor meglátogatta a Pápát Rómában, más helyi templomok, mint egy Dél-karolinai plébánia, megtiltotta neki, hogy részt vegyen, abortusz elleni felszólalása miatt.

## Külpolitika

### Általánosan

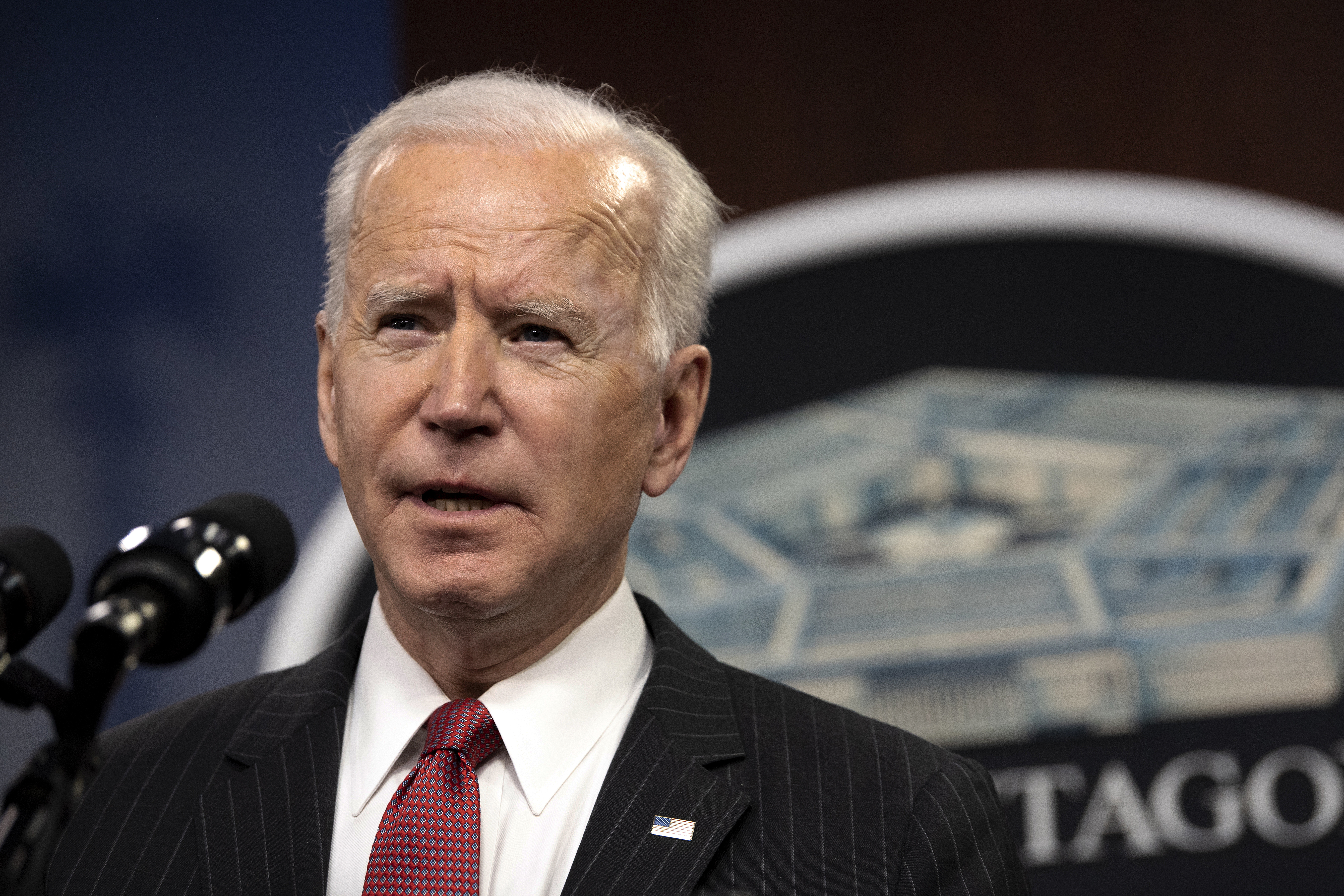
Biden a Pentagonban mond beszédet, 2021 februárjában.

Biden azt mondta, hogy „Az Egyesült Államoknak mindig lesz joga megvédenie önmagát és szövetségeseit, ha szükséges, de erőt csak megfontoltan használhatunk, hogy megvédjük az Egyesült Államok egy kulcsfontosságú érdekét, csak akkor, ha a cél tiszta és elérhető, az amerikai emberek beleegyezésével, ahol szükséges a Kongresszus jóváhagyásával.” Azt ígérte, hogy ha 2020-ban megválasztják, visszaállítja az Egyesült Államok kapcsolatait történelmi partnereivel és azokat a kapcsolatokat, amelyeket Trump lerombolt.

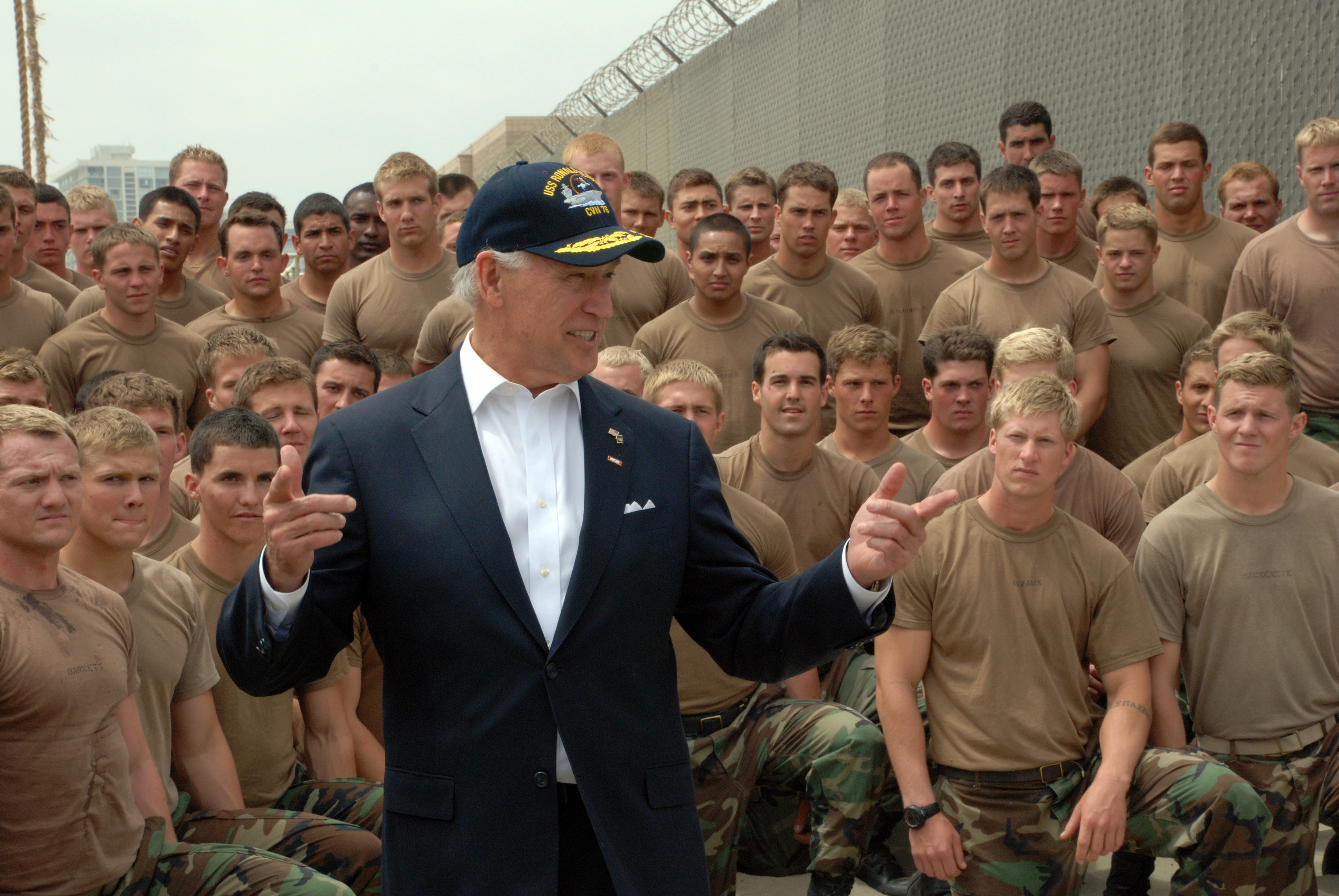
Biden az Egyesült Államok hadseregének különleges erejének egyik kiképzőbázisán, Kaliforniában.

Biden ellenzi a kormányváltás céljából indított katonai mozgósításokat és azt mondta, hogy „legfeljebb támogatást nyújtanak olyan ellenzéki erőknek, akik emberi jogaikért, jobb kormányzásért és több képviseletért küzdenek.” Humanitárius közbelépést tekintve Biden azt állította, hogy „az Egyesült Államoknak morális feladata és biztonsági érdeke, hogy fellépjen népirtások vagy vegyi fegyverek használata ellen.”
Biden ezek mellett elmondta, hogy tervezi visszaállítani az Egyesült Államok tagságát fontos ENSZ-szervekben, mint a Oktatási, Tudományos és Kulturális Szervezet (UNESCO), a Egészségügyi Világszervezet (WHO) és az Emberjogi Tanács.

### Afrika
Biden ellenezte a csak házasságon belüli szexualitásról való felvilágosítás tanító programokat Afrikában és 2007-ben támogatta a HIV Prevention törvényjavaslatot. Biden támogatja az Egyesült Államok jelenlétét Afrikában, hogy ellen támadjon a kínai befolyásnak a kontinensen.

#### Líbia
2011-ben, az Obama-kormány idején Biden ellenezett egy lehetséges amerikai közbelépést a líbiai polgárháborúban. Biden azt mondta, hogy erőteljesen ellene vagyok, hogy Líbiába menjünk, az instabilitás miatt, amelyet Moammer Kadhafi eltávolítása okozna: „A kérdésem az volt, hogy: Ok, most mondd el mi lesz. Eltávolítottuk. És most mi? Nem esik szét teljesen az ország? Akkor mi történik? Nem lesz egy hely, amely petri-csésze lesz szélsőséges nézeteknek? És az lett.” Biden végül megvédte az Obama-kormány döntését, hogy közbelépjenek az országban: „A NATO jól döntött. Ebben az esetben Amerika elköltött 2 milliárd dollárt és nem vesztett egy életet se. Ez a recept arra, hogy hogyan kell egy ilyen helyzetet kezelni.”

#### Szudán
Biden támogatta az amerikai katonák Dárfúrba küldését, a dárfúri háború közben, azt mondva, hogy 2500 amerikai katona meg tudná állítani az erőszakot.

### Európa

#### Balkán
Az 1990-es években Biden része volt a bosnyák népirtást megállítani próbáló amerikai közbelépésnek. Támogatta a bosnyák muszlimok kiképzését és segítését NATO légicsapásokkal, háborús bűnök kinyomozás mellett. Biden az 1990-es évek közepén való szerepét a bosnyák helyzetben politikai életének legbüszkébb pillanatának nevezte.
A koszovói háború alatt Biden támogatta az Egyesült Államok közbelépését a Jugoszláv Szocialista Szövetségi Köztársaság (Szerbia és Montenegró) ellen. Támogatta a John McCainnel együtt írt javaslatot, amely értelmében amerikai erők megállították a koszovói albánok elleni erőszakot. Támogatja Koszovó függetlenségét.
2020-as elnöki kampánya alatt Biden támogatott egy megegyezést, Szerbia és Koszovó között, amely értelmében Szerbia elismerné az utóbbi államot. Ezek mellett fontosnak tartja Albánia területi biztonságát és reformjait az Európai Unióhoz való csatlakozás céljával.

#### Lengyelország
Biden elítélte a Lengyelországban kialakított LMBT-mentes zónákat és azt mondta, hogy „nincs helyük az Európai Unióban vagy sehol a világon.”

#### Magyarország
Biden Trump elnöksége alatt kritizálta az elnök kapcsolatát olyan országokkal, mint Lengyelország, Fehéroroszország és Magyarország, amelyről azt mondta, hogy Trump „felkarolja ezeket a gengsztereket,” akik totalitarianizmusért küzdenek.
Joe Biden elnökségének első évében kihagyta Orbán Viktor miniszterelnököt, mint az egyetlen Európai Uniós vezető egy több, mint száz ország vezetőiből álló megbeszélésből, amelyet büntetésként akart kiszabni az amerikai elnök. Jeszenszky Géza azt mondta az esetről, hogy „megalázó, de nem meglepő.”

#### NATO-szövetségesek
Elnökségi kampánya alatt kiemelte a NATO tagjaival való kapcsolatának újjáépítésének fontosságát. Biden kritizálta Trump döntését, hogy Németországból kivont 9500 amerikai katonát.

#### Oroszország
2021 májusában a Biden-kormámy felfüggesztette az Északi Áramlat–2 mögött álló orosz vállalat elleni szankciókat.
2022 januárjában azt nyilatkozta, hogy szerinte Oroszország inváziót fog indítani Ukrajna ellen. Az invázió kezdete után az amerikai kormány szankciókat vezetett be Oroszroszág ellen, és több milliárd dollárnyi segéllyel támogatta Ukrajnát az azt követő háborúban.

### Közép-Amerika
Az Obama-kormány ideje alatt Biden támogatta a CARSI-t, amely drogkartellek ellen küzdött és megerősítette a rendőrségeket Közép-Amerikában. 2008 és 2011 között a Külügyminisztérium 361,5 millió dollárt juttatott a régióban található országoknak. A CARSI-nak öt célját jelölték ki:
1. Biztonságos közterületek a régió lakosainak.
2. Megakadályozni a bűnözők mozgását és a tiltott termékek kereskedését Közép-Amerikai országok között.
3. Támogatni az erős, alkalmas és felelősségre vonható kormányok fejlődését.
4. Veszélyben lévő közösségekben visszaállítani az állam szerepét.
5. Fejleszteni a közreműködést a régió országai között, jogállami és biztonsági tekintetben.[112]

Mikor Biden 2012-ben találkozott Közép-amerikai vezetőkkel Hondurasban, 107 millió dollárt biztosított a régiónak. A kormány a Kongresszussal együttműködve juttatta el a pénzt az országoknak.
A 2014-es krízis közben Biden támogatott egy egy milliárd dolláros gazdasági csomagot az érintett országoknak.